# Mathias Vacek
Mathias Vacek (født 12. juni 2002 i Beroun) er en cykelrytter fra Tjekkiet, der er på kontrakt hos Lidl-Trek.